# Чан Чхан Сон
Чан Чхан Сон (кор. 장창선?, 張昌宣?, р.12 июня 1942) — южнокорейский борец вольного стиля, чемпион мира, призёр Олимпийских игр.

## Биография
Родился в 1942 году. В 1964 году стал серебряным призёром Олимпийских игр в Токио. В 1966 году стал чемпионом мира.